# サルヴァトール・アダモ
サルヴァトール・アダモ（Salvatore Adamo、1943年11月1日 - ）は、イタリアのシチリアで生まれたベルギーの歌手、作曲家である。イタリア語読みでサルヴァトーレ・アダーモ。単に「アダモ」と呼ばれることもある。

## 来歴
イタリアはシチリア島のコーミゾ生まれ。アダモは幼少期の1947年、ベルギーの鉱山に働きに行く父について家族とともに移った。パリを離れ、1963年に「サン・トワ・マミー」（原題：Sans toi ma mie）が最初のヒット曲になった。他の代表曲に「雪が降る」（原題：Tombe la Neige）（1963年）、「ブルージーンと皮ジャンパー」（1963年）、「ろくでなし」(B面曲)、「夢の中に君がいる」（原題：Mes Mains sur Tes Hanches）（1965年）、「インシャラー」（原題：Inch'Allah）（1967年）などがある。人気になった時期はシルヴィ・バルタンとほぼ同時期、ミッシェル・ポルナレフ、フランソワーズ・アルディよりは、やや先輩格となる。
ジャック・ブレルは「アダモは『愛の植木職人』」とたとえ、レイモン・デヴォは「アダモは歌であり、詩であり、心を揺らすもの」であると語っている。アダモの曲は、西ヨーロッパの一部や日本でヒットし、様々な言語で自分の歌を歌った（イタリア語、スペイン語、ドイツ語、オランダ語、日本語、ポルトガル語、トルコ語）。
1980年代は心臓病で一時休養することになるが、1990年代のリバイバルの流れにより、アルバム「Zanzibar」で歌手のアルノーとの共演という形で復帰することになる。2004年、健康上の理由から多くのコンサート、特にヴィエイユ・シャリュー祭のコンサートが中止された。
1993年からアダモはベルギーのUNICEF大使を務めている。
2001年7月4日の勅令でベルギー国王アルベール2世はベルギー王冠勲章5等に列した。2016年、旭日小綬章を受章。
初来日以来、多数の来日公演を行っており、日本で多くのファンを獲得し、海外アーティストの中でも親日家として知られている。
- 1978年には森進一の楽曲「甘ったれ」を作曲した。
- 「ヘイ・ジュテーム（Mon Cinema）」を沢田研二、西城秀樹 、和田アキ子、杏真理子がカバーしている。

## 公演

### フランス
1965年、1967年、1969年、1971年、1977年にフランス音楽界の殿堂、オランピア劇場で公演を行なった。

### 日本
日本ではミュージック・フェアなどに出演したほか、来日公演も数多く行っている。
1975年
11月24日,25日,26日 中野サンプラザ、27日 岩手県民会館、28日 宮城県民会館、29日 山形県民会館、30日 福島市民会館、12月1日 郡山市民会館、2日 千葉県文化会館、3日,4日,5日 中野サンプラザ、6日 神奈川県立県民ホール、7日 名古屋市民会館、8日 神戸国際会館、9日 京都会館、10日 大阪厚生年金会館、12日 小倉市民会館、13日 宮崎市民会館、14日 熊本市民会館、15日 佐賀県民会館、16日 福岡市民会館、17日 大阪厚生年金会館、12月22日 NHKホール
1977年
11月18日,19日 東京厚生年金会館、21日 中野サンプラザ、22日 岩手県民会館、23日 秋田県民会館、24日 長岡市立劇場、26日 帯広市民会館、27日 北見市民会館、29日 千葉県文化会館、12月1日 神奈川県立県民ホール、3日 中野サンプラザ、4日 静岡駿府会館、5日 大阪厚生年金会館、6日,7日 北海道厚生年金会館、8日 福井市民会館、9日,10日 名古屋市公会堂、14日 長崎市公会堂、15日 京都会館、16日 大阪厚生年金会館、18日 ホテルオークラ
1979年
3月6日 渋谷公会堂、7日 川崎市産業文化会館、8日 中野サンプラザ、9日 虎ノ門ホール、10日 中野サンプラザ、11日 東京厚生年金会館、13日 福岡市民会館、14日 鹿児島県立体育館、16日,19日 大阪厚生年金会館、20日,21日 東京厚生年金会館、24日 下館市民会館、26日 松山市民会館、27日 高知県民体育館、28日 名古屋市公会堂、31日 神奈川県立県民ホール
1984年
11月15日 昭和女子大学人見記念講堂、19日 北海道厚生年金会館、22日 山梨県民会館、25日 大阪厚生年金会館、26日 東京厚生年金会館
2006年
3月5日　大阪フェスティバルホール、7日　愛知県芸術劇場大ホール、11日,12日　Bunkamuraオーチャードホール、14日　北海道厚生年金会館
2010年
10月16日,17日　Bunkamuraオーチャードホール、19日　ニトリ文化ホール、22日　中京大学文化市民会館オーロラホール、24日　NHK大阪ホール
2020年　最後の日本公演
1月25日　東京文化会館大ホール、27日　神戸国際会館こくさいホール

## ディスコグラフィ
CD復刻年は制作年とは一致しない。
- 1998年 : Regards
- 2001年 : Par les temps qui courent
- 2002年 : Les mots de l'âme (compilation)
- 2003年 : Zanzibar
- 2004年 : Un soir au Zanzibar (compilation Live) + DVD du même nom
- 2007年 : La part de l'ange
- 2008年 : Le bal des gens bien - Duet
- 2010年 : De Toi à Moi
- 2012年 : La grande roue
- 2014年 : Adamo chante Bécaud

## 洋書
- 2001年 : アルバン・ミチェル Le souvenir du bonheur est encore du bonheur